# Joel Carroll
Joel Carroll, född den 11 september 1986 i Darwin, Australien, är en australisk landhockeyspelare.
Han tog OS-brons i herrarnas landhockeyturnering i samband med de olympiska landhockeytävlingarna 2012 i London.